# ۲۵ اردیبهشت
۲۵ اردیبهشت پنجاه و ششمین روز سال در گاه‌شماری خورشیدی است. به پایان سال ۳۰۹ روز (۳۱۰ روز در سال کبیسه) باقی‌است.

## رویدادها
- ۱۳۲۵ - بنیان‌گذاری باشگاه فوتبال برق شیراز
- ۱۳۵۲ - رقابت ۲۵ اردیبهشت ۱۳۵۲ تیم ملی فوتبال ایران با تیم ملی فوتبال سوریه در مرحله مقدماتی جام جهانی فوتبال ۱۹۷۴ (آسیا و اقیانوسیه)
- ۱۳۶۷. شروع خارج شدن نیروهای شوروی از افغانستان (تا ۲۶ دلو) (۱۵ می ۱۹۸۸ تا ۱۵ فبرروی ۱۹۸۹)
- ۱۳۹۴ - بازی تراکتورسازی و نفت تهران
- ۱۴۰۱ - آغاز اعتراضات ۱۴۰۱ بازنشستگان تأمین اجتماعی

## زادروزها
- ۱۳۱۷ - رضا زمانی، رئیس انجمن روان‌شناسی ایران
- ۱۳۲۰ - علی‌اشرف صادقی، زبان‌شناس
- ۱۳۶۰ - جلال کاملی‌مفرد، بازیکن فوتبال
- ۱۳۶۰ - محمدصفر لفوتی، روزنامه‌نگار و فعال سیاسی

## درگذشت‌ها
- ۱۳۵۲ - مهدی الهی قمشه‌ای، مترجم و مفسر قرآن
- ۱۳۹۲ - امید عباسی، مأمور آتش‌نشانی
- ۱۳۹۸ - علی زندی، بازیگر
- ۱۳۹۸ - عبدالرحمان عمادی، نویسنده و پژوهشگر
- ۱۴۰۰ - بابک خرمدین، کارگردان و فیلم‌نامه‌نویس
- ۱۴۰۱ - عبدالله سامری، نماینده حوزه انتخابیه خرمشهر در دوره نهم مجلس شورای اسلامی و دوره دهم مجلس شورای اسلامی

## مناسبت‌ها
- روز بزرگداشت فردوسی در ایران[۱][۲][۳]
- روز پاسداشت زبان کردی[۴][۵]